# Le Fœtus siamo-maxillaire
Le Fœtus siamo-maxillaire (Conjoined Fetus Lady en version originale) est le cinquième épisode de la seconde saison de la série animée South Park, ainsi que le dix-huitième épisode de l'émission.

## Synopsis
L'infirmière Gollum intrigue toute la ville de par son infirmité. Les gens, la pensant isolée, tentent de l'intégrer à la société en créant la semaine du fœtus siamo-maxillaire tandis que les enfants représentent l'équipe de balle au prisonnier de leur école, coachée par Chef.

## Résumé de l'épisode
Pip, fatigué d'être malmené, frappe Kyle avec une balle pendant le jeu de balle au prisonnier, le faisant saigner du nez. Kyle est envoyé chez l'infirmière Gollum, et découvre qu'elle a un fœtus mort attaché à sa tête, en raison d'une maladie appelée syndrome du fœtus siamo-maxillaire. Kyle le dit aux autres et ils réagissent avec dégoût, se moquant d'elle. La mère de Kyle, Sheila, tente d'éduquer les garçons sur la condition de l'infirmière Gollum, mais elle est confrontée à Sharon Marsh en colère. Sheila, afin de remédier à l'inconscience apparente chez les personnes souffrant du syndrome fœtus siamo-maxillaire, décide d'aider la femme, et finit par créer une "Semaine du syndrome fœtus siamo-maxillaire" déclarée à South Park pour sa seule victime.
Pendant ce temps, l'équipe de balle au prisonnier de l'école devient éligible pour le championnat d'Etat, et affronte Denver. South Park finit par gagner, grâce à Pip, qui, rempli de rage lorsque les autres l'intimident, lui donne la force d'écraser l'autre équipe. Lors de la compétition nationale, l'équipe de Washington D.C. déclare forfait par peur de l'inévitable adversaire international, la Chine, qui est brutale et sans pitié à la balle au prisonnier. En Chine, l'équipe de South Park est corrigée de jusqu'à ce que Pip soit le seul restant. Après les avoir poussés à se moquer de lui, Pip anéantit à lui seul toute l'équipe chinoise en un seul lancer, mais à ce stade, tout le monde a décidé de ne plus jouer à la balle au prisonnier puisque même Kenny se fait tuer par l'équipe chinoise.
Dans South Park, après une semaine de festivités, une parade est organisée pour que l'infirmière Gollum fasse un discours. Elle finit par dire à la foule que tout ce qu'elle veut, c'est être traitée normalement et que le fait d'attirer l'attention sur elle est exaspérant et contre-productif, puis elle s'en va, au grand dam de tous.